# Aegithina nigrolutea
La iora di Marshall o iora codabianca (Aegithina nigrolutea (Marshall, 1876)) è un uccello passeriforme della famiglia Aegithinidae.

## Etimologia
Il nome scientifico della specie, nigrolutea, deriva dal latino e significa "nera e dorata", in riferimento alla livrea di questi uccelli.

## Descrizione

### Dimensioni
Misura 12-12,8 cm di lunghezza, per 10-14 g di peso. A parità d'età, i maschi sono più pesanti rispetto alle femmine: sussiste inoltre un gradiente decrescente delle dimensioni in direttrice N-S.

### Aspetto

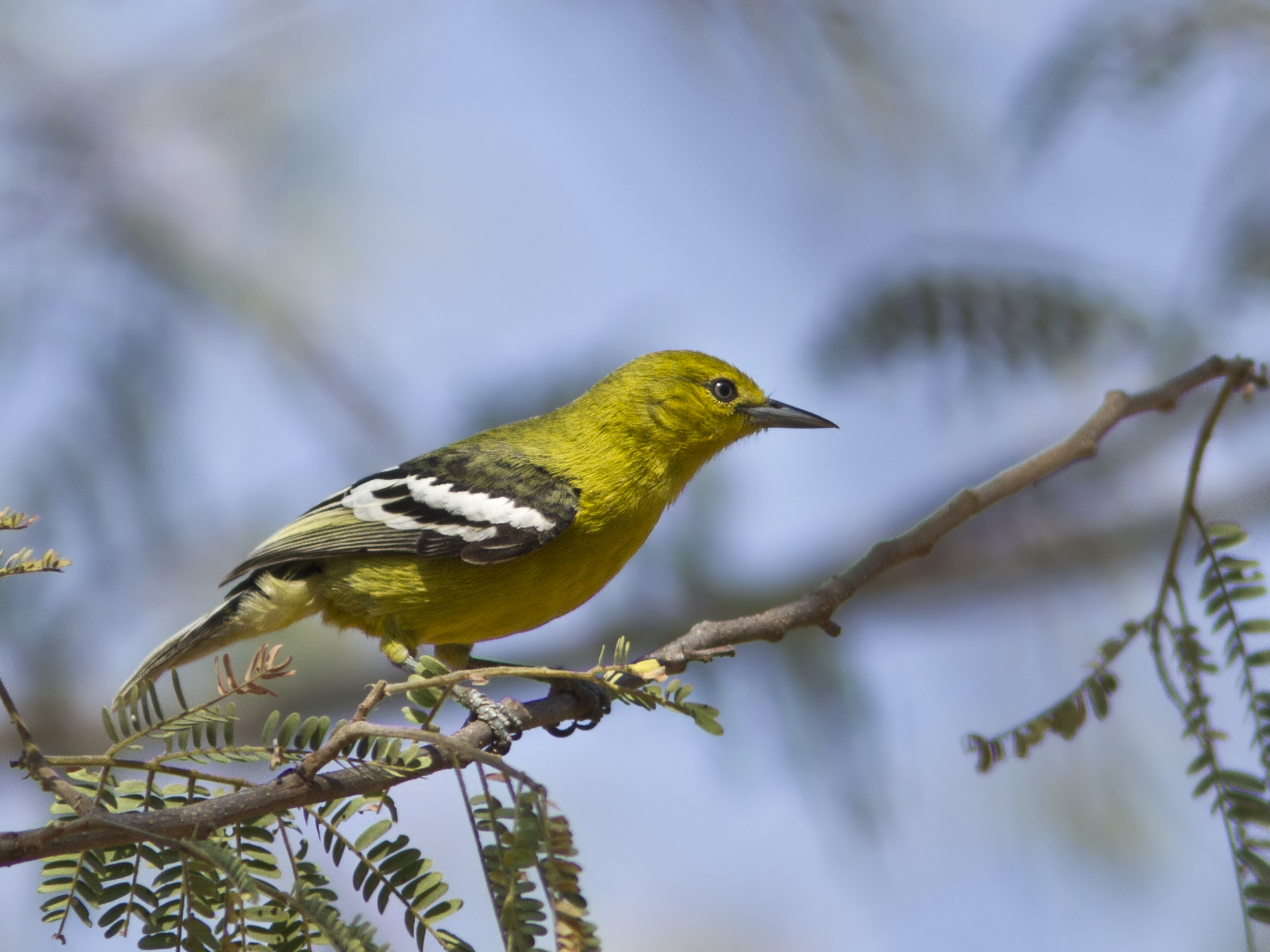
Femmina in natura.

Si tratta di uccelletti dall'aspetto robusto e slanciato, muniti di piccola testa arrotondata con forte becco appuntito, ali arrotondate e coda dall'estremità squadrata: nel complesso, l'iora codabianca è molto simile all'affine iora comune, dalla quale si differenzia per ali, coda e becco in proporzione più corti, oltre che per la maggiore quantità di bianco su ali e coda.
Il piumaggio è di colore giallo oro su testa, petto, ventre, fianchi e dorsalmente alla base delle ali: fronte, vertice e nuca sono tendenti all'olivastro (nero nei maschi in amore), mentre il dorso è oliva-nerastro, le ali sono nere (con due evidenti specchi bianchi sulle copritrici e le remiganti abbondantemente orlate di bianco anch'esse), e dello stesso colore è la coda, che presenta però punta e parte centrale bianca.
Il becco è nerastro con gli orli più chiari e tendenti all'azzurrino, le zampe sono anch'esse nerastre e gli occhi sono giallini.

## Biologia

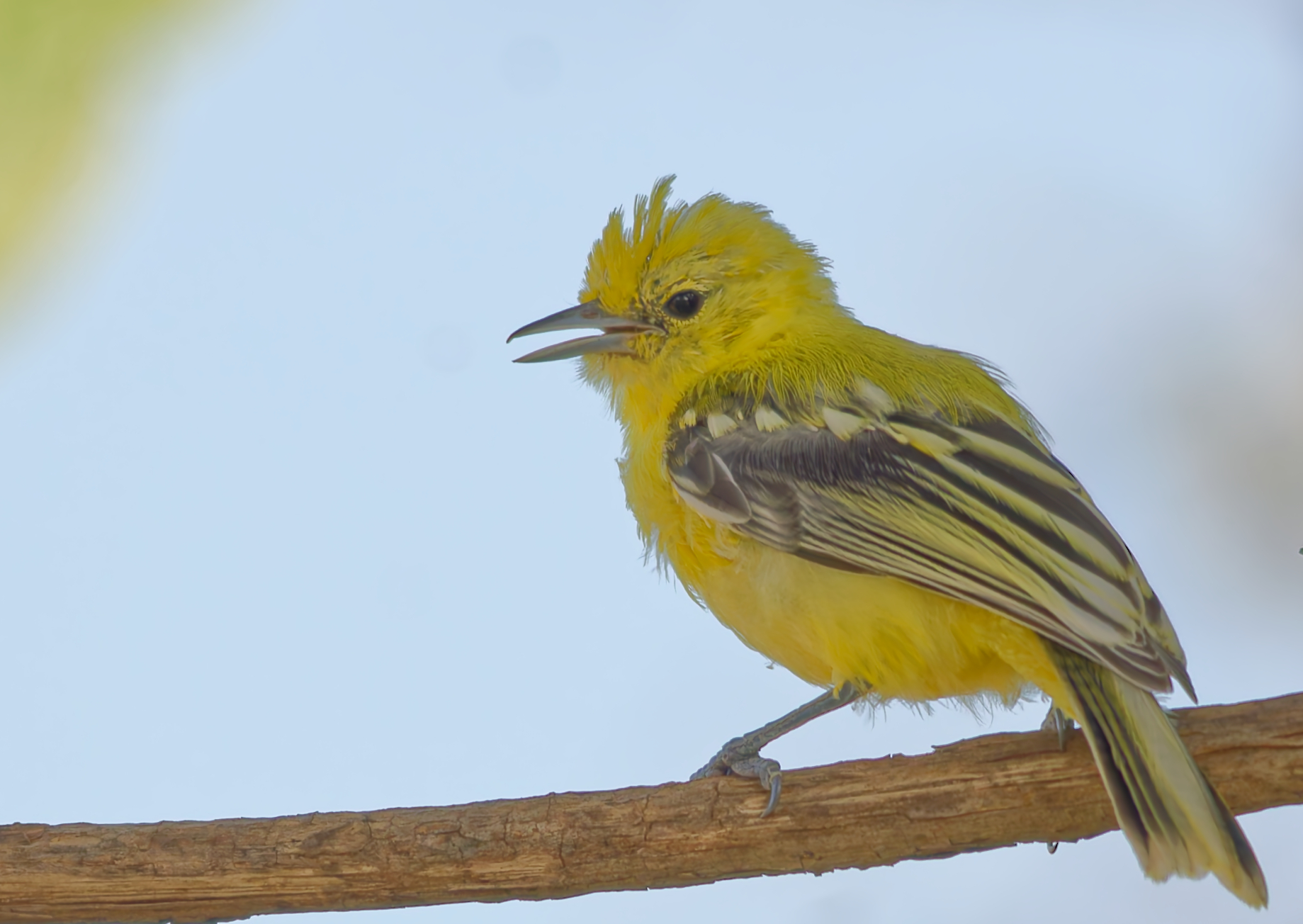
Esemplare nel Kutch.

Si tratta di uccelli diurni, che vivono da soli o in coppie, evitando generalmente gli stormi misti, ma talvolta aggregandovisi dopo la stagione riproduttiva. Territoriali, durante la stagione delle piogge soprattutto i maschi divengono piuttosto vocali, emettendo frequentemente richiami flautati.

### Alimentazione
La dieta dell'iora di Marshall è insettivora, componendosi d'insetti e delle loro larve, nonché di una grande varietà di altri piccoli invertebrati, reperiti fra le foglie e i rami degli alberi.

### Riproduzione
I dati riguardanti la riproduzione di questi uccelli sono frammentari e disponibili solo per ilo nord-ovest del loro areale: si tratta di uccelli monogami che si riproducono in giugno-luglio, coi due sessi che collaborano sia nella costruzione del nido (una piccola e sottile coppa di fili d'erba e ragnatela edificata alla biforcazione di un ramo) che all'incubazione delle 2-4 uova (che dura due settimane e vede il maschio covare durante il giorno e la femmina sostituirlo durante la notte) ed all'allevamento dei nidiacei, che sono pronti per l'involo a tre settimane dalla schiusa, pur rendendosi completamente indipendenti solo attorno al mese e mezzo d'età.

## Distribuzione e habitat

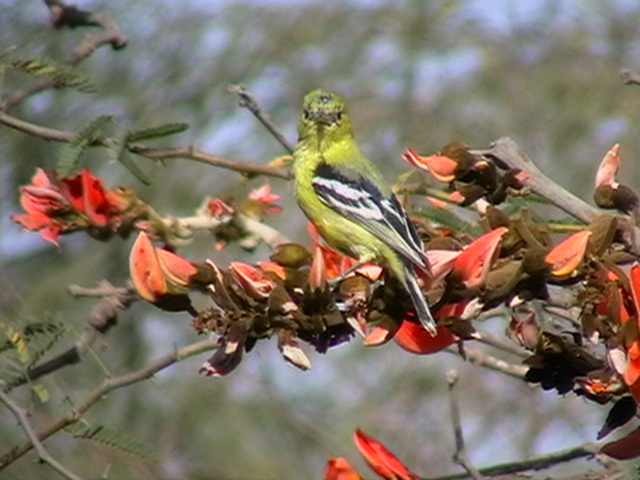
Esemplare in natura.

L'iora di Marshall è endemica del subcontinente indiano, del quale abita la porzione settentrionale (dall'Himachal Pradesh al Kathiawar, e ad est attraverso Uttar Pradesh e Madhya Pradesh settentrionale fino a Bihar e Orisha), con due popolazioni disgiunte rispettivamente nel Tamil Nadu centro-settentrionale e nello Sri Lanka.
L'habitat di questi uccelli è rappresentato dalla giungla di pianura a predominanza di acacia, prediligendo le aree con denso sottobosco.

## Tassonomia
Sebbene alcuni autori riconoscano una sottospecie sulphurea del Gujarat, l'iora di Marshall è considerata monotipica: sono tuttavia da capire le esatte relazioni tassonomiche di alcune popolazioni, che mostrano piccole differenze a livello di colorazione e soprattutto di vocalizzazioni e potrebbero rappresentare sottospecie a sé stanti.
Anche i rapporti filetici con l'iora comune (della quale questo uccello veniva in passato considerato una sottospecie) sono da chiarire: sebbene fra le due specie sussistano differenze a livello morfologico e di vocalizzazioni, esse rimangono comunque molto simili, e alcune sottospecie di iora comune potrebbero risultare maggiormente affini all'iora di Marshall.